# Gnostiek
De gnostiek was een religie die in de eerste eeuwen na Chr. ontstond en waarbij de verwerving van gnosis centraal stond. Dat was min of meer gelijktijdig met andere religieuze bewegingen waarin gnosis centraal stond, zoals het hermetisme, het mandeïsme en het derde-eeuwse manicheïsme. In de Nederlandse literatuur worden religies met gnosis als kernbegrip gezamenlijk weleens benoemd met het woord gnosticisme. Hoewel de opvatting niet onomstreden is op het vakgebied wordt de gnostiek door de meeste auteurs gezien als de uitdrukkingsvorm van de christelijke gnosis.
Gnosis (γνῶσις) is het Griekse woord voor 'kennis'. In de context van dit artikel is de essentie daarvan het verwerven van het inzicht in de oorsprong, huidige situatie en de bestemming van de mens. Het centrale thema is, dat de mens afkomstig is uit een goddelijke wereld en in zijn aardse situatie een goddelijke kern in zich heeft die afkomstig is uit die wereld. Die kern is verstrikt geraakt in de materie of in het kwaad in de stoffelijke wereld. Demonische krachten, soms ook geïnterpreteerd als hartstochten of het noodlot, trachten die kern gevangen te houden in zijn lichamelijk omhulsel. Wie de werkelijke situatie kent en dus ook weet heeft van zijn goddelijke kern en van de mogelijkheid tot terugkeer naar de goddelijke wereld heeft gnosis.
In de gnostiek valt zelfkennis en godskennis samen. Wie de werkelijke situatie op aarde kent en zich bewust is van zijn goddelijke kern, kent zichzelf. Wie op die manier zichzelf kent, kent ook God en wie God kent, kent zichzelf. Gnosis is dus zowel zelfkennis als godskennis. Het is het opheffen van onwetendheid. In het Boek van Thomas de Strijder wordt vermeld: 'Wie geen weet heeft van zichzelf weet niets, maar wie zichzelf kent heeft ook kennis verworven van de diepte van het Al'. In Ware getuigenis staat: 'Dit is derhalve het ware getuigenis: Als de mens zichzelf kent en God die de waarheid te boven gaat, zal hij gered worden en bekranst met de onvergankelijke krans'.
Het verwerven van gnosis was niet voor iedereen bereikbaar, maar was beperkt tot diegenen, die dat waardig zijn. Het was deels esoterische kennis waarvan de kern geheim diende te worden gehouden. 

## Afbakening
Op het vakgebied is de afbakening van begrippen als gnostiek en gnosticisme een steeds terugkomend punt van debat. Een eerste moeilijkheid is al dat de termen in verschillende taalgebieden verschillend worden gebruikt. De gnostische religie heeft ook vele varianten. Sommige auteurs hanteren de term gnostiek alleen voor de groep grote mythologische constructies uit de tweede en derde eeuw. In die constructies is sprake van een breuk in de goddelijke wereld waar de wezenskern van de mens uit afkomstig is. Het belangrijkste kenmerk daarvan is het onderscheid tussen een hoogste god en een lagere, de demiurg. Het gevolg van een dergelijke afbakening zou zijn dat geschriften als bijvoorbeeld het  Evangelie van Thomas niet als gnostisch beschouwd zou moeten worden. Dat kent geen beschrijving  van de goddelijke wereld en het bestaan van een hogere en een lagere god komt in de tekst niet voor. De meeste auteurs geven echter op basis van het esoterische karakter van de tekst er de voorkeur aan dit evangelie toch als gnostisch te beschouwen. Andere auteurs geven voor de grote mythologische constructies de voorkeur aan een term als de mythologische gnosis. 
Ook het  feit dat in de gnostiek sprake is van meerdere verlossers leidt tot debat. Sommige onderzoekers spreken alleen van christelijke gnosis als Jezus Christus als verlosser optreedt. Anderen vinden herkenbaar christelijke elementen daarvoor voldoende. Er zijn ook onderzoekers die gezien de grote onderlinge verschillen in gnostische opvattingen en geschriften van opvatting zijn dat termen als gnostiek niet meer gehanteerd zouden moeten worden. De Amerikaanse onderzoeker Michael A. Williams heeft voorgesteld hiervoor de term 'biblical demiurgical traditions' te hanteren.

## Beelden over gnostiek
Kennis over de gnostiek was lange tijd vrijwel geheel afhankelijk van geschriften van de kerkvaders. Die beschreven dat als een vorm van ketterij die bestreden diende te worden. Dat beeld is lange tijd bepalend geweest voor de opvattingen over gnostiek. Het werd op die wijze ook tot in de twintigste eeuw  beschreven in de Europese literatuur. De term gnosticism werd in de vroegmoderne tijd voor het eerst in 1669 gebruikt door Henry More, een van de theologen die behoorden tot de kring van de platonisten van Cambridge. Dat was in een commentaar op zeven brieven aan zeven kerken in het tweede en derde hoofdstuk van de Openbaring van Johannes. Hij gebruikte de term om een leer van een zieneres in Thyateira te kenschetsen, die haar volgelingen zou verleiden tot 'de zogenaamde verborgenheden van Satan'.
In meer eigentijdse opvattingen is de gnostiek geen ketterse afwijking van een orthodoxe standaard, maar een stroming die onderdeel uitmaakt van de veelvormigheid van het vroege christendom. 

## Invloeden
Er zijn auteurs op het vakgebied geweest die van opvatting waren, dat gnostiek  zich uit een andere religie ontwikkelde. Het beginpunt, de oorsprong van gnosis, zou dan een andere religie geweest moeten zijn. Die oorsprong werd door verschillende auteurs toegeschreven aan het platonisme, het jodendom dan wel het christendom.  

### Theürgie
Het geloof in en praktiseren van magie was wijdverbreid in het Romeinse keizerrijk. Een vorm van magie was theürgie. Dit is een vorm van magie waarbij het gaat om bezwering ofwel het beheersen en aanwenden van het goddelijke ten bate van de mens. Theürgische ideeën en rituelen, zoals beschreven in bijvoorbeeld de Chaldeïsche orakelen, komen voor in zowel het neoplatonisme als in het hermetisme en de gnostiek.
In Zostrianus is bijvoorbeeld sprake van een opstijging van de ziel van Zostrianus langs dertien hemelsferen. De ziel van Zostrianus wordt met hulp van engelen naar een steeds hogere sfeer begeleid. Zostrianus stelt bij iedere sfeer vragen en krijgt antwoorden in de vorm van openbaringen. Bij ieder hemelniveau wordt Zostrianus gedoopt, wordt zijn ziel verder gezuiverd en roept hij de goddelijke gestalten van dat niveau aan. Dat gebeurt door magische formules met een theurgische functie.

### Platonisme
Er zijn auteurs die de gnostiek weleens benoemd hebben als 'op hol geslagen platonisme'. Die uitspraak is gebaseerd op raakvlakken tussen platonische en gnostische voorstellingen over de geestelijke wereld en het Zijn. Dat gaat al terug tot Plato. In de ideeënleer wordt geformuleerd dat de ziel voor de geboorte in de Ideeënwereld aanwezig was en daar volmaakte kennis van de Ideeën heeft opgedaan. De ziel wenst ook terug te keren naar de goddelijke werkelijkheid.
Het werk van de Griekse middenplatonistische filosoof Numenius van Apamea (midden tweede eeuw) vertoont de meeste raakvlakken met  gnostische voorstellingen. Numenius onderscheidt een oergod (Het Goede, de Vader) die hij als een groot intellect voorstelt en daarnaast een tweede, scheppende god, de demiurg van Plato's Timaeus. Deze tweede god is ook goed en wordt eveneens Nous genoemd. Hij heeft echter een hang naar de materie. Hij is dan ook tegelijkertijd een derde god, een wereldziel, die aan ongeordende materie verder door schepping vorm geeft. Dit blijft echter nog steeds ver verwijderd van de kern van de gnostiek. De demiurg van Numenius is goed en niet boosaardig of op zijn minst dwaas zoals in de gnostiek. De gnostische geschriften hebben ook niet de bedoeling een filosofie uiteen te zetten, maar zijn in de eerste plaats religieuze teksten. De notie van een Verlosser die de onwetendheid kan opheffen is de Griekse filosofie vreemd. Gnostici zochten persoonlijke religieuze zekerheid en hadden geen enkele behoefte aan de formulering van een filosofisch-theoretisch kader om hun ideeën en praktijken te verklaren.
Ook in het neoplatonisme kon er hevige kritiek op de gnostici zijn. De grondlegger ervan, Plotinus (derde eeuw), had gnostische geschriften zoals de sethiaanse Allogenes, Marsanes en Zostrianus gelezen. In zijn traktaat Tegen de gnostici bestrijdt hij diverse gnostische leerstukken, zoals de stapeling van hypostasen in de gnostiek naast de door hem benoemde Ene, Geest, en Ziel. Plotinus keert zich ook tegen de  opvatting, dat de wereld opzettelijk kwaadaardig zou zijn gemaakt door een lagere entiteit als de demiurg. Plotinus formuleerde dat een deel van de gnostische voorstellingen aan Plato was ontleend, maar 'wat zij aan nieuwlichterij te berde brengen, met het doel hun filosofie te poneren, heeft met de waarheid niets te maken '. Plotinus' positieve waardering van de kosmos en een theôria als kosmische kracht die alles in stand houdt zijn noties die hij ontwikkelde als gevolg van zijn polemiek. Zijn beschrijving van de ziel vertoont echter ook gnostische invloeden.
Van alle gnostische stromingen vertoont het sethianisme de duidelijkste platonische invloed, in het bijzonder die van het middenplatonisme. Die middenplatonische bronnen komen wellicht overeen met bronnen van Plotinus. Dat zou verklaren waarom zij filosofische ideeën en terminologie delen. In de sethiaanse Marsanes zijn metafysische en rituele elementen bijvoorbeeld ook te herleiden tot het neopythagorisme of de neoplatonist Jamblichus.

### Jodendom
Onderzoekers die menen dat de gnostiek zijn oorsprong vindt in het jodendom baseren zich vooral op de grote mythologische constructies in de gnostiek. Er zou dan door een groepering, mogelijk in de marge van het jodendom, in een vorm van verzet tegen een te strikt monotheïsme een scheiding gemaakt zijn tussen de hoogste God en de Bijbelse scheppergod. In veel gnostische teksten spelen figuren zoals Sophia (Wijsheid) een rol die ook als manifestaties van God in joodse wijsheidsliteratuur als bijvoorbeeld Spreuken voorkomen. In de joodse mystiek kon God ook als een verschijningsvorm van de mens worden voorgesteld.
Gilles Quispel was van opvatting, dat de oorsprong gezocht moest worden bij joodse sektes, die in het bestaan van twee goden geloofden. In hun religieuze opvatting had God een vertegenwoordiger met de naam Jaoël. Hij zat op een troon naast die van God en werd daarom ook Metatron genoemd. Hij was de Engel des Heren uit de Hebreeuwse Bijbel. De Maghariërs waren een van die sektes. De sekte dateert uit de tweede en eerste eeuw v. Chr. Zij hadden de opvatting dat de antropormorfische voorstellingen van de Hebreeuwse God, zoals God steeg op tot in de wolken, Hij schreef de Torah met Zijn hand, Hij zit op Zijn troon  geen betrekking hadden op God zelf, maar op deze engel, die dan ook verantwoordelijk was voor de schepping. In een Samaritaanse bron, de Malef , wordt gesteld dat de engel verantwoordelijk was voor het creëren van het lichaam van Adam, maar dat God hem leven inblies.
Ook hier hebben de overeenkomsten echter vooral betrekking op beelden en voorstellingen en niet op de religieuze essentie.

### Christendom
De opvatting dat gnosis zijn oorsprong vindt in het christendom werd enige tijd als achterhaald beschouwd. In de eenentwintigste eeuw zijn er toch weer enige publicaties verschenen met die opvatting. Die is gebaseerd op een opvatting dat gnosis gekenmerkt wordt door een tegenstelling tussen de goede God, de vader van Jezus Christus en de demiurg en boze engelmachten. Die opvatting inzake een dan gnostisch dualisme steunt onder meer op uitspraken in de brieven van Paulus. Sprekend over de wijsheid als 'Gods verborgen en geheime Wijsheid' stelt Paulus in 1 Korintiërs 2:8: 'Geen van de machthebbers van deze wereld heeft die wijsheid gekend, zouden zij die wel gekend hebben dan zouden zij de Heer der Heerlijkheid niet gekruisigd hebben'. Met de machthebbers zouden hier geen menselijke heersers bedoeld zijn, maar demonische krachten.
De meeste andere auteurs zien in deze en vergelijkbare uitspraken geen aanleiding om de kruisdood van Jezus als de oorsprong van dit gnostisch dualisme te zien. Ook in de laat-antieke wereld waren zeer veel mensen overtuigd dat de mens door hemelse vorsten en machthebbers uit de duisternis werd belaagd. Ook in vroegchristelijke milieus werd die opvatting gedeeld en dacht men hierbij vooral aan gevallen engelen waarvan Satan het hoofd was.

### Gnostiek als zelfstandig fenomeen
Er is geen enkele auteur die ontkent dat de gnostiek beïnvloed is door platonisme, jodendom en christendom. In toenemende mate wordt echter gnostiek en gnosis in de kern als een zelfstandig fenomeen beschreven. Groepen uit platonische, joodse en christelijke milieus voelden zich in de eerste eeuwen aangesproken door de kern van het begrip gnosis. De verschillende verschijningsvormen van en verhalen over gnosis zijn het gevolg van de invulling van het begrip in meerdere milieus. Zij weerspiegelen het intellectuele klimaat in hun ontstaansgebied.

## Gnostische theologie
De hoogste God is in de gnostiek volledig transcendent. Hij wordt vaak de Vader, de Onkenbare en de Verborgene genoemd. Hij is mannelijk noch vrouwelijk, persoonlijk noch onpersoonlijk. In de gnostiek waren ook de eerste mensen androgyn. Die God brengt zichzelf uit zichzelf voort en kan zich ontvouwen in andere goddelijke wezens. God kan feitelijk alleen maar beschreven worden in termen van negatieve theologie, dus door te benoemen wat hij niet is. Deze god is in daad boven het aardse verheven. De mens kan tot hem opstijgen, maar hij bemoeit zich nauwelijks met aardse aangelegenheden. 
De meeste gnostische systemen kennen een vorm van monisme. In die systemen ligt de oorsprong van het kwaad in de goddelijke wereld zelf. De structuur van die goddelijke wereld wordt benoemd met het woord pleroma. In de gnostische literatuur worden nogal wat varianten van de structuur van het pleroma beschreven. Meestal was er echter een basisstructuur van een Vader, een Moeder en een Zoon. De Vader ziet zich weerspiegeld in het lichtwater dat hem omgeeft en realiseert zich dat hij zichzelf ziet. Die gedachte verzelfstandigt zich en dat creëert de Moeder, vaak aangeduid als de Eerste Gedachte of ook wel Barbelo. Zij ontvangt een lichtvonk van de Vader en produceert een Licht, de Zoon. In alle gnostische teksten over het pleroma verschijnen dan eonen, goddelijke krachten van een lagere orde die paarsgewijs (mannelijk en vrouwelijk) gegroepeerd worden. 
In de gnostische mythologie staat dat in het pleroma een breuk plaatsvindt. Een van de goddelijke krachten, meestal Sophia, ook wel Pistis Sophia, wil uit zichzelf iets voortbrengen zonder de wetenschap van haar paargenoot en de Vader. Het gevolg is de misgeboorte van de demiurg, vaak Jaldabaoth genaamd. Die wordt door Sophia buiten het pleroma gestoten en wordt in de gnostiek vereenzelvigd met JHWH, de Hebreeuwse God van het Oude Testament. Hij heeft veel kracht aan zijn moeder onttrokken en dat stelt hem in staat de wereld en de mens te scheppen. De goddelijke wereld is echter in staat de mens te bezielen met een goddelijke vonk. De demiurg en zijn handlangers, archonten, trachten die vonk gevangen te houden in zijn lichamelijk omhulsel. De meeste gnostici hadden dan ook een negatieve waardering van het lichaam. Dat leidde bij sommige gnostische stromingen tot het bepleiten van rigoureuze vormen van ascese en afwijzen van seksualiteit en voortplanting.
Gnosis is in de gnostiek het resultaat van openbaring door een Verlosser. Het gaat daarbij nooit om vergeving van zonden, maar om het opheffen van onwetendheid. De verlosser kan Jezus Christus zijn. In de stroming van het sethianisme is dat Seth en er zijn gnostische teksten, zoals de Weergave van Seëm, waar dit weer een ander is. Als Christus wel de verlosser is, wordt vrijwel altijd het standpunt uitgedragen, dat de goddelijke Christus het lichaam van Jezus voor de feitelijke kruisiging verlaten heeft. In geschriften als de Gnostische Openbaring van Petrus wordt op die manier de kruisiging als een nederlaag voor de demiurg voorgesteld.

## Gnostische mythologie en literatuur
De theologische opvattingen van de gnostiek worden uitgedrukt en verwoord in vaak uitgebreide mythologische verhalen en constructies. In andere gnostische geschriften wordt geen mythe verhaald, maar gaat de auteur er vaak impliciet van uit dat de lezer bekend is met de mythe. 
In de meeste mythen wordt het verhaal van de breuk in het pleroma vervolgd met de schepping van de wereld en de eerste mensen. Vaak wordt een geschiedenis beschreven tot of even na de zondvloed. In de nu bekende gnostische geschriften staan alleen al haast 500 passages die aan de eerste zes hoofdstukken van het Bijbelboek Genesis gerelateerd zijn. In de geschriften vindt een gnostische herinterpretatie van die passages plaats. Het 'Ik ben een jaloerse God' uit Exodus 20:5 alsmede 'er is geen God buiten mij' (Jesaja 45) wordt vele malen in de mond gelegd van de demiurg. Deze zelfproclamaties van een boosaardige demiurg suggereren dat deze ongewild het bestaan van een hogere god bevestigde.
In het Apocryphon van Johannes wordt de gnostische mythologie het meest uitgebreid beschreven. Viermaal stelt Jezus expliciet in zijn instructies aan Johannes: 'Het is niet zo als Mozes zei'.
Een ander voorbeeld van een herinterpretatie in gnostische geschriften is het eten in het paradijs door Adam en Eva van de boom van de kennis van goed en kwaad. Nadat de boze machten hen dat hadden verboden worden zij hiertoe aangezet door Christus. Alleen op die wijze konden zij gnosis verwerven. De essentie is, dat de Schepper-God van het Oude Testament de mensheid in onwetendheid trachtte te houden. In Ware getuigenis wordt niet zoals in Genesis gesteld dat de slang Eva verleidde, maar dat de slang slimmer was dan alle andere dieren in het paradijs en dat die haar juist had ingelicht en geïnformeerd. In die tekst staat dan ook: 'Wat voor God is dit? Eerst misgunde hij Adam te eten van de boom van goed en kwaad. [...] Zo heeft hij zichzelf geopenbaard als iemand die afgunstig het kwaad beoogt. Wat voor God is dit? Groot is de blindheid van degenen die hem aanroepen en hem niet hebben leren kennen'.
In een aantal geschriften wordt Eva door archonten, dienaren van de demiurg, verkracht. Het gevolg zijn twee zonen die JHWH en Elohim heten, de twee namen voor God in de Hebreeuwse bijbel. Het zijn beide demonische krachten, en om dat feit te verhullen, worden zij ook aangeduid als Kaïn en Abel. Seth, de derde zoon van Eva, wordt wel door Adam verwekt. In de gnostische traditie zijn het zijn nakomelingen, het zaad van Seth, die in deze wereld aanwezig zijn om de verlossing van de mensheid te bevorderen.
De Tweede verhandeling van de grote Seth is een geschrift met een sterk polemisch karakter. Er is een lang tekstdeel in het werk waarin vrijwel alle belangrijke figuren uit het Oude Testament, zoals Adam, Abraham, Isaak, Jakob, Mozes, David en Salomo alsmede ook Johannes de Doper belachelijk worden gemaakt. Christus beschrijft hen als lachwekkende figuren die in dienst hebben gestaan van de dienaren van de demiurg en de mensen alleen maar verder in onwetendheid hebben gebracht en gehouden: 'Lachwekkend was Mozes, een trouw knecht. Door hem een vriend te noemen hebben zij een goddeloze getuigenis over hem afgelegd, omdat hij mij nooit gekend heeft, hij noch degenen die aan hem voorafgingen. Van Adam tot Mozes en Johannes de Doper heeft niemand van hen mij noch mijn broeders gekend.'

### Gnostische evangeliën
Er zijn zes gnostische geschriften, waaraan de auteur destijds de naam evangelie heeft verbonden. Geen van deze gnostische evangeliën is te vergelijken met de vier canonieke evangeliën, die opgenomen zijn in het Nieuwe Testament. Met name de drie synoptische evangeliën vertellen een doorlopend verhaal over het leven van Jezus. De gnostische evangeliën zeggen niets daarover. De totstandkoming van de tekst van de gnostische evangeliën is ook op een tijdstip dat later is dan de Bijbelse evangeliën. Alleen bij het het  Evangelie van Thomas wordt het mogelijk geacht, dat er uitspraken van Jezus in voorkomen die aan een mondelinge traditie waren ontleend die onafhankelijk was van de canonieke evangeliën.
Begin eenentwintigste eeuw was er veel publiciteit over een aantal van deze gnostische evangeliën als gevolg van onder meer het verschijnen van boeken als de Da Vinci Code in 2003 en de eerste uitgave van het Evangelie naar Judas in 2006. Als gevolg daarvan verscheen in populaire lectuur het beeld, dat in een aantal van deze gnostische evangeliën de ware Jezus meer aan het woord zou zijn dan in de canonieke evangeliën, die bovendien bewerkt zouden zijn door de Kerk. 
Op het vakgebied geldt dat beeld als even onjuist als de aanname dat de uitspraken in de Bijbelse evangeliën allemaal van Jezus zijn. Het vroegste christendom kenmerkte zich door een grote mate van veelvormigheid en was veel meer heterodox dan orthodox. Alle evangeliën zijn een product van zeer pluriforme opvattingen van de verschillende vroegste christelijke gemeenschappen.

### Gnostiek en magie
In het geestelijk klimaat van de laat-antieke wereld speelde magie een grote rol. Magische teksten speelden een rol in de liturgie bij dooprituelen. De magische formules zijn gebaseerd op de zeven vocalen van het Griekse alfabet die steeds in een bepaalde ordening herhaald worden. Een voorbeeld van een hymne bij een doopritueel in een gnostische gemeenschap dat beschreven wordt in het Heilige boek van de grote onzichtbare Geest is:
Iẽ Ieus ẽõ ou õua!
 Waarlijk, waarlijk!
Jesseus Mazareus Jessedekeus, Levend water!
 Kind van het kind, glorierijke naam!
Waarlijk, waarlijk! Eon-die -is! 
iiii ẽẽẽẽ eeee oooo uuuu õõõõ aaaa!
Waarlijk, waarlijk! 
Ei aaaa õõõõ, Hij-die-is, die de eonen ziet! 
Waarlijk, waarlijk!
Aee ẽẽẽ iii uuuuuu õõõõõõõõõ, die eeuwig bestaat! 
Waarlijk, waarlijk! 
Iẽa aiõ, in het hart Hij-die-is
Uaei eisaei eioei eiosei! 

In de gnostische literatuur komt het magische element ook tot uitdrukking in het literaire genre van de hemelreis. Het thema is dan de opstijging van de ziel naar de goddelijke wereld. In die gnostische geschriften blijft dan vaak het feitelijke lichaam, het lichamelijk omhulsel, op aarde achter. Als de ziel terugkeert van de reis neemt die weer zijn intrek in het lichaam en kan op die wijze van zijn ervaringen verslag doen. Daarnaast bestonden in de keizertijd magische edelstenen en amuletten, die soms beschouwd worden als gnostisch, maar waarvan de gnostische oorsprong vaak onduidelijk is en betwijfeld wordt. Sommige stenen staan bekend als abraxasstenen. 

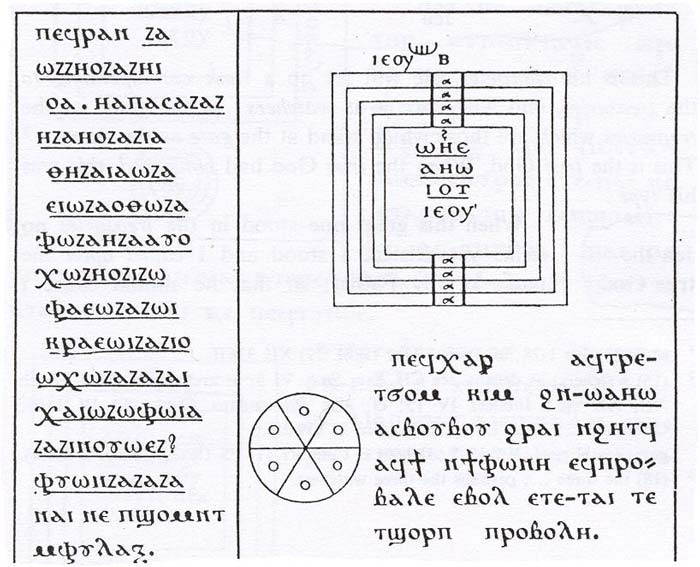
Diagram van de goddelijke krachten in een van de sferen,schatten in het Eerste boek van Jeu

In de Boeken van Jeu onderricht Jezus zijn discipelen tijdens een opstijging door zestig hemelsferen die hier schatten worden genoemd. De sferen worden in tekeningen en diagrammen in de tekst ruimtelijk afgebeeld. Ieder van de zestig sferen kent drie wachters die de schat bewaken bij iedere poort van de schat. De essentie van de tekst is dat het kennen van de magische namen van de goddelijke krachten en het bezitten van de juiste bewoordingen om de wachters te passeren essentieel is voor het verheven kunnen worden naar de goddelijke wereld en uiteindelijk de verlossing. 
Azaraka A Amathkratitath
Yo Yo Yo
Amen Amen
Yaoth Yaoth Yaoth
Phaoph Phaoph Phaoph
Chioephozpe Chenobinuth
Zarlai Lazarlai Laizai
Andere geschriften met magische elementen zijn onder meer  Drie Stèles van Seth, Marsanes en  Allogenes.

## Meerdere stromingen
In de geschriften van de kerkvaders worden meerdere stromingen binnen de gnostiek genoemd, die als ketterij worden veroordeeld. Over de meeste van die stromingen is geen enkele andere bron van kennis aanwezig. Aan de meeste van die stromingen kan geen overgeleverde literatuur worden toegeschreven. 
De oudste stroming zou die van Simon Magus zijn, eerste helft eerste eeuw. Hij werd door de kerkvaders beschreven als de eerste gnosticus en degene 'uit wie alle ketterijen voortkomen'. Vanaf het begin van de tweede eeuw moet er een simoniaanse religieuze  beweging zijn geweest. De simonianen hanteerden een wat primitieve gnostische constructie die in schril contrast staat met de veel meer uitgewerkte en complexe constructies van het valentinianisme en sethianisme. Op het vakgebied overheerst overigens de opvatting dat deze constructie gecreëerd moet zijn door latere volgelingen van Simon na zijn overlijden. 
Basilides (eerste helft tweede eeuw) was een leraar in Alexandrië. Hij had een kring van volgelingen waaraan hij theologisch onderricht gaf. Eusebius benoemde hem als de man waaruit de gnostische beweging ontstond. Basilides was de auteur van de Exegetica, een werk in 24 delen en een commentaar op het evangelie. Het is niet duidelijk welk evangelie dit was. Basilides zou dan de eerst bekende auteur zijn die commentaren schreef op wat later het Nieuwe Testament zou worden. Er was tot eind vierde eeuw een gnostische stroming die zich op zijn opvattingen beriep.
Van twee andere stromingen is echter duidelijk herkenbare en aan die stromingen toe te wijzen literatuur bekend. 

### Valentinianisme
Het valentinianisme was in de Romeinse oudheid de meest verbreide en invloedrijke stroming binnen de gnostiek. Een herkenbare identiteit van de beweging was rond het midden van de tweede eeuw aanwezig. Het was de meest christelijke van alle gnostische bewegingen. Meer dan in andere stromingen is in het valentinianisme de verlossing door Christus het centrale thema. Valentinianen hebben ook altijd – anders dan bij andere gnostische bewegingen – geprobeerd deel uit te blijven maken van de zich ontwikkelende katholieke kerk. Een geschrift als Uitleg van de Gnosis maakt duidelijk dat dat tot het midden van de tweede eeuw valentiniaanse en niet-gnostische christenen deel konden uitmaken van dezelfde christelijke gemeente. 
In het valentinianisme wordt de demiurg meer als een dwaas dan als een echt boosaardig wezen beschreven. De demiurg heeft een noodzakelijke rol in het proces dat de mens uiteindelijk tot de verlossing kan leiden. Valentinianen hadden ook een meer positieve benadering van seksualiteit in het huwelijk en voortplanting. Rigoureuze vormen van ascese ontbraken in de beweging. 
Concentraties van valentinianen waren aanwezig in Alexandrië, Antiochië en vooral Rome. Ondanks de tegenstand bleven zij geruime tijd in staat om hun leer te prediken en onderwijzen. Vanaf de vierde eeuw werd hun situatie meer precair. Het valentinianisme bleef als beweging nog enige tijd in een meer gemarginaliseerde positie stand houden. Nieuwe regelgeving tegen hen en andere ketters geachte bewegingen kwam tot stand tijdens het concilie van Trullo in 692. Dit is de laatste keer dat de valentinianen in een kerkelijk document worden genoemd. Begin achtste eeuw was de beweging verdwenen.

### Sethianisme
De naam sethianen voor deze gelovigen is ontleend aan Seth, de derde zoon van Adam na Kaïn en Abel. Het is zeer onaannemelijk dat deze gelovigen zichzelf sethianen noemden. In de kosmogonie van deze groepen had Seth een betekenis die even belangrijk was als die van Christus en werd Christus ook wel geïdentificeerd met Seth als manifestatie van dezelfde goddelijke entiteit. Deze gelovigen zagen zichzelf als de nakomelingen of 'het zaad' van Seth. 
Vanaf het eind van de tweede eeuw begon het sethianisme zich meer te vervreemden van een steeds orthodoxer wordend christendom en begon zich te richten op de meer individuele contemplatieve praktijken van het platonisme van de derde eeuw. Aan het eind van de derde eeuw raakte het ook vervreemd van orthodoxe platonisten en was er sprake van toenemende invloed van neoplatonisten. Ook in die periode was echter niet het rationeel schouwen van een werkelijkheid het beoogde doel. Het weten bleef een religieus weten. Vanaf de vijfde eeuw fragmenteerde de beweging in veel meer groepen, zoals de borborieten. 